# Kazuya Nakai
 (mai 2024).
Kazuya Nakai (中井 和哉, Nakai Kazuya) est un seiyuu né le 25 novembre 1967 à Kōbe, dans la préfecture de Hyōgo. 
Il prête notamment sa voix rauque à Mugen de Samurai Champloo, Toshirō Hijikata de Gintama, Zoro Roronoa de One Piece, Karasu de Noein ou Renpei sakura (All out). 
Son travail a été récompensé par un prix du meilleur second rôle aux « Seiyu Awards » de 2011.  

## Rôles
- 07-Ghost (Katsuragi)
- Aldnoah zero (Koichiro marito)
- All Out!! (Renpei Sakura)
- Asura Cryin' (Takaya Kagakagari)
- Battle Programmer Shirase (Akira Shirase)
- Bleu indigo (Suzuki)
- Bleach: Hell Verse (Kokuto)
- Blood Blockade Battlefront (Zapp Renfro)
- Blue Exorcist (Suguro Ryuji)
- Boruto: Naruto Next Generations (Otsutsuki Urashiki)
- Brave 10 (en) (Jinpachi Nezu)
- Broken Blade (Borcuse)
- D.Gray-man (Gozu)
- DanganRonpa: The Animation (Mondo Oowada)
- Death Note (Mogi)
- Death Parade (Takashi)
- Digimon Savers (Gaomon)
- Dissidia 012 Final Fantasy (Gilgamesh)
- Dragon Ball Super (Tagoma)
- Dynasty Warriors séries (Dian Wei)
- Dynasty Warriors Vierratime (Rayhan Ardiza Syafni)
- Dynasty Warriors Origins ( Xiahou Dun)
- Encanto (Bruno Madrigal)
- Engine Sentai Go-onger (Hirachimedes)
- Final Fantasy X, Final Fantasy X-2 (Wakka)
- Fire Emblem Heroes (Astram, Helbindi)
- Fire Force (Akitaru Obi)
- Fullmetal Alchemist: Brotherhood (Miles)
- Ghost of Tsushima (Jin Sakai)
- Gintama (Hijikata Tôshiro)
- Grenadier (Yajiro Kojima)
- Gundam Seed et Gundam Seed Destiny (Reverend Malchio)
- Hajime no Ippo : The Fighting (Spectateur)
- Hatsukoi Limited (Gengorou Takei)
- Hellsing (Jan Valentine)
- High School Samurai (Ryou Washizu)
- Initial D (Ryuji Ikeda)
- Inu-Yasha (Hoshiyomi)
- Jyu Oh Sei (Zagi)
- Kekkai Sensen (Zap Renfro)
- Kingdom Hearts (Wakka)
- Kingdom Hearts 2 (Rai)
- Kuroko no Basket (Imayoshi Shoichi)
- Les Chroniques de la guerre de Lodoss (Reona)
- Letter Bee (Jiggy Pepper)
- Letter Bee Reverse (Jiggy Pepper)
- Moi, quand je me réincarne en Slime (Laplace)
- Gundam X (Witz Sou)
- Naruto Shippûden (Kazuma/Furido)
- Neo Dynasty Warriors Vierratime (Rayhan Ardiza Syafni)
- Nodame Cantabile (Kouzou Etou)
- Noein (Karasu)
- One Piece (Roronoa Zoro), (Saldeath), (Pierre)
- Run=Dim (Shinpei Miyauchi)
- Rockman Zero (Fafnir)
- Saint Seiya: The Lost Canvas  (Capricorn El Cid)
- Samurai Champloo (Mugen)
- Sengoku Basara (Date Masamune)
- Sengoku Basara Ni (Date Masamune)
- SoulCalibur V : Z.W.E
- Star Wars: Visions (Roden)
- Tales of Legendia (Moses Sandor)
- Tales of Arise (Mahavar)
- Trinity Blood (Tres Iqus)
- Valkyria Chronicles (Zaka)
- Valkyria Chronicles 4 (Raz)
- ×××HOLiC (Shizuka Doumeki)